# Gymea (Nouvelle-Galles du Sud)
Gymea est une banlieue du sud de Sydney, dans l'État de Nouvelle-Galles du Sud, en Australie. Gymea est situé à 26 kilomètres au sud du quartier central des affaires de Sydney, dans la zone d'administration locale du comté de Sutherland. Le code postal est 2227, qu'il partage avec la banlieue adjacente Gymea Bay.